# Свети Йоан Предтеча (Троянски манастир)
Зелениковскията манастир „Свети Йоан Предтеча“ е действащ православен скит, подчинен на Троянски манастир, и намиращ се в близост до Троян.

## Местоположение
Скитът се намира в местността Зелениковец в Троянската част на Стара планина, на около 8 km югоизточно от Троянския манастир и на около 5 km южно от село Черни Осъм.

## История
Скитът е основан през 1832 г. от тогавашния игумен на Троянския манастир Партений. Малко след това той е опожарен, а по време на Априлското въстание е разрушен от турски войски при преследване на четата на Филип Тотю. През 1913 г. манастирът е отново възстановен, а през 1914 г. е осветена новата църква. Иконостасът и е изработен от майстор Филип Иванов, който е представител на Дебърската школа.

## Описание
Скитът представлява комплекс от църква и няколко жилищни и стопански сгради. Най-старата от тях е от 1872 г. Църквата е трикорабна, едноапсидна и еднокуполна псевдобазилика с открит притвор и камбанария над него. Манастирът не е водоснабден и електрифициран. Предлага и настаняване на туристи при скромни условия, които се компенсират от невероятната красота и спокойствие на мястото.